# آندرس خیمنس
آندرس خیمنس (اسپانیایی: Andrés Jiménez‎؛ زادهٔ ۶ ژوئن ۱۹۶۲) بازیکن بسکتبال اهل اسپانیا بود.
از باشگاه‌هایی که در آن بازی کرده‌است می‌توان به باشگاه فوتبال بارسلونا اشاره کرد.
وی در مسابقات کشوری و بین‌المللی در مجموع برندهٔ ۲ مدال نقره، ۱ مدال برنز شده‌است.